# Беляев, Максим Николаевич
Максим Николаевич Беляев (род. 11 августа 1990) — российский самбист, бронзовый призёр чемпионата России по боевому самбо 2010 года, кандидат в мастера спорта России. Выступает в легчайшей весовой категории (до 52 кг). Беляев тренировался под руководством Цыдена Дугарова и Заслуженного тренера России Вячеслава Дамдинцурунова.

## Спортивные результаты
- Чемпионат России по боевому самбо 2010 года — ;